# Семюел Коулридж-Тейлор
Семюел Коулридж-Тейлор (англ. Samuel Coleridge-Taylor; 15 серпня 1875 — 1 вересня 1912) — британський композитор, піаніст та диригент креольського походження.

## Життєпис
Семюел Коулридж-Тейлор народився в районі Голборн у Лондоні в родині лікаря Деніела Пітера Тейлора, що походив зі Сьєрра-Леоне та Еліс Мартін (1856—1953). Дитинство провів у лондонському районі Кройдон. Батько невдовзі покинув свою громадянську дружину й сина Семюела та виїхав з Англії. Семюел рано виявив свій музичний талант, опановуючи в музичній школі скрипку та піаніно. У восьмирічному віці він упереше виступив на публіці як скрипаль. 1890 року він вступив до Королівського коледжу музики, а 1891 року з'явився друком його гімн In Thee O Lord. 1892 року ірландський композитор Чарлз Вільерс Стенфорд почав навчати його композиції, а 1893 року Семюел Тейлор одержав стипендію. Того ж року у Крейдоні він дав концерт, на якому представив свій квінтет для фортепіано, деякі частини сонати для кларнета та декілька пісень. 1898 року Семюел Коулридж-Тейлор сам почав викладати в Королівському коледжі музики. 1899 року він одружився зі своєю студенткою Джессі Велмслі, хоча батьки дружини не бажали цього шлюбу через те, що наречений був темношкірим. У подружжя народилися син Гайявата (1900—1980) та дочка Авріль (1903—1998), які також стали музикантами.
Коулридж-Тейлор з часом здобув як композитор міжнародне визнання, й водночас підкреслював свою змішану європейсько-американську ідентичність. Він співпрацював з афроамериканським поетом Полом Лоренсом Данбаном. У США він став однією з провідних постатей афроамериканців. Так 1901 року у Вашингтоні було засновано хор на 200 учасників під назвою «Товариство Семюела Коулриджа-Тейлора» («Samuel Coleridge-Taylor Society»). 1904, 1906 та 1910 року він сам виступав з концертними турне в США. 1904 року Коулридж-Тейлор обійняв посаду диригента Товариства Генделя (Handel Society). Водночас він багато часу присвятив викладацькій роботі: працював як доцент Крейдонської консерваторії, професор композиції в Триніті Коледжі Музики та в Ґілдголській школі музики та театру.
Помер у 37 років від запалення легень.

## Сисок творів

### Нумеровані твори
- Piano Quintet in G minor, Op. 1 — 1893
- Nonet in F minor for oboe, clarinet, bassoon, horn, violin, viola, cello, contrabass and piano, Op. 2 — 1894
- Suite for Violin and Organ (or piano), Op. 3 (Suite de Piêces)- 1893
- Ballade in D minor, Op. 4 — 1895
- Five Fantasiestücke, Op. 5 — 1896
- Little Songs for Little Folks, Op. 6 — 1898
- Zara's Earrings, Op. 7 — 1895
- Symphony in A minor, Op. 8 — 1896
- Two Romantic Pieces, Op. 9 — 1896
- Quintet in F sharp minor for clarinet and strings, Op. 10 — 1895
- Southern Love Songs, Op. 12 — 1896
- String Quartet in D minor, Op. 13 — 1896 (lost)
- Legend (Concertstück), Op. 14
- Land of the Sun, Op. 15 — 1897
- Three Hiawatha Sketches for violin and piano, Op. 16 — 1897
- African Romances (P. L. Dunbar) Op. 17 — 1897
- Morning and Evening Service in F, Op. 18 — 1899
- Two Moorish Tone-Pictures, Op. 19 — 1897
- Gypsy Suite, Op. 20 — 1898
- Part Songs, Op. 21 — 1898
- Four Characteristic Waltzes, Op. 22 — 1899
- Valse-Caprice, Op. 23 — 1898
- In Memoriam, three rhapsodies for low voice and piano, Op. 24 — 1898
- Dream Lovers, Operatic Romance, Op. 25 — 1898
- The Gitanos, canata-operetta, Op. 26 — 1898
- Violin Sonata in D minor, Op. 28 — ?1898 (pub. 1917)
- Three Songs, Op. 29 — 1898
- The Song of Hiawatha, Op. 30 («Overture to The Song of Hiawatha», 1899; «Hiawatha's Wedding Feast», 1898; «The Death of Minnehaha», 1899; «Hiawatha's Departure», 1900)
- Three Humoresques, Op. 31 — 1898
- Ballade in A minor, Op. 33 — 1898
- African Suite, Op. 35 — 1899
- Six Songs, Op. 37
- Three Silhouettes, Op. 38 — 1904
- Romance in G, Op. 39 — 1900
- Solemn Prelude, Op. 40 — 1899
- Scenes From An Everyday Romance, Op. 41 — 1900
- The Soul's Expression, four sonnets, Op. 42 — 1900
- The Blind Girl of Castél-Cuillé, Op. 43
- Idyll, Op. 44 — 1901
- Six American Lyrics, Op. 45 — 1903
- Concert Overture, Toussaint L'Ouverture, Op. 46 — 1901
- Hemo Dance, scherzo, Op. 47(1) — 1902
- Herod, incidental music, Op. 47(2) — 1901
- Meg Blane, Rhapsody of the Sea, Op. 48 — 1902
- Ullyses, incidental music, Op. 49 — 1902
- Three Song Poems, Op. 50 — 1904
- Four Novelletten, Op. 51(1?) — 1903
- Ethiopia Saluting the Colours, march, Op. 51(2?) — 1902
- The Atonement, sacred cantata, Op. 53 — 1903
- Five Choral Ballads, Op. 54 — 1904
- Moorish Dance, Op. 55 — 1904
- Three Cameos for Piano, Op. 56 — 1904
- Six Sorrow Songs, Op. 57 — 1904
- Four African Dances, Op. 58 — 1904
- Twenty-Four Negro Melodies, Op. 59(1) — 1905
- Romance, Op. 59(2) — 1904
- Kubla Khan, rhapsody, Op. 61 — 1905
- Nero, incidental music, Op. 62 — 1906
- Symphonic Variations on an African Air, Op. 63 — 1906
- Scenes de Ballet, Op. 64 — 1906
- Endymion's Dream, one-act opera, Op. 65 — 1910
- Forest Scenes, Op. 66 — 1907
- Part Songs, Op. 67 — 1905
- Bon-Bon Suite, Op. 68 — 1908
- Sea Drift, Op. 69 — 1908
- Faust, incidental music, Op. 70 — 1908
- Valse Suite: «Three fours», Op. 71- 1909
- Thelma, opera in three acts, Op. 72 — 1907-09
- Ballade in C minor, Op. 73 — 1909
- Forest of Wild Thyme, incidental music, Op. 74 (five numbers) — 1911–25
- Rhapsodic Dance, The Bamboula, Op. 75 — 1911
- A Tale of Old Japan, Op. 76 — 1911
- Petite Suite de Concert, Op. 77 — 1911
- Three Impromptus, Op. 78 — 1911
- Othello, incidental music, Op. 79 — 1911
- Violin Concerto in G minor, Op. 80 — 1912
- Two Songs for Baritone Voice, Op. 81 — 1913
- Hiawatha Ballet in five scenes, Op. 82 — 1920[6]

### Ненумеровані твори
- The Lee Shore
- Eulalie
- Variations for Cello and Piano